# 駒形出入口
駒形出入口（こまがたでいりぐち）は、東京都墨田区にある、首都高速道路6号向島線の両国JCT方面の入口、向島方面の出口のみ設置されているハーフインターチェンジである。

## 接続道路
- 浅草通り

## 併設
- 駒形PA（上り線）

## 周辺
- 駒形橋
- 厩橋
- 浅草駅
- 雷門
- 浅草寺
- 東京スカイツリータウン
  - 東京スカイツリー
  - 東京ソラマチ
  - 東京スカイツリーイーストタワー

## 料金所
- レーン数：1
  - ETC・一般：1

## 隣
首都高速6号向島線
箱崎JCT/(601,602)箱崎出入口/(604)浜町出入口/(603)清洲橋出口/箱崎PA - 両国JCT - (605)駒形出入口/PA - (606,607)向島出入口